# 片貝ガス田

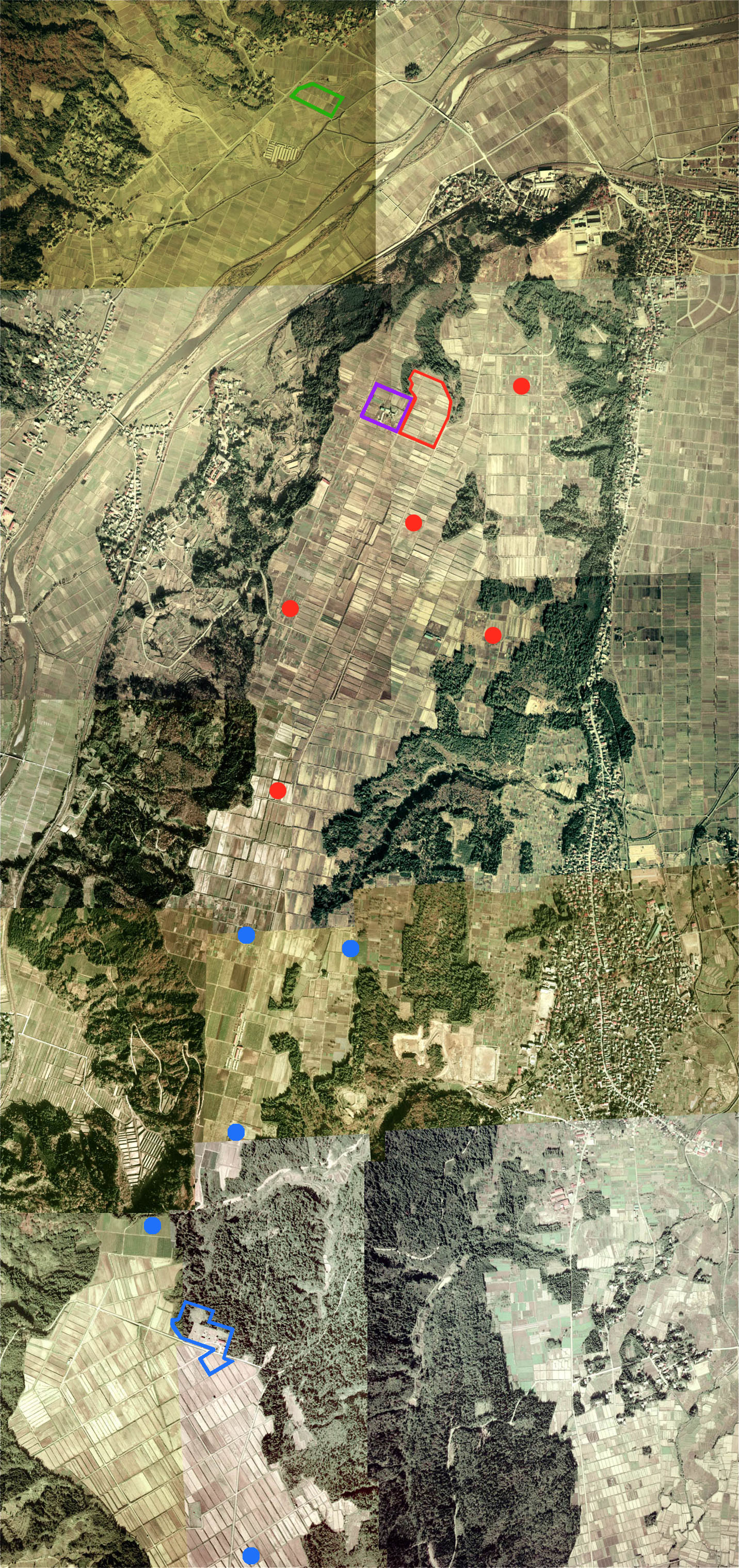
1975年（昭和50年）に撮影された。開発初期の片貝ガス田周辺。現在よりも規模の小さなプラントと1,000メートル級の浅層井戸が確認できる。プラント（青枠）：片貝ガス田 片貝鉱場。井戸（青丸、深層のみ）：上から（左）北片貝、（右）片貝、中片貝、西片貝、新片貝。これより南側に南片貝、桜町が続く。プラント（緑枠）：南長岡ガス田 親沢プラント（井戸は省略）。プラント（赤枠）：南長岡ガス田 越路原プラント。井戸（赤丸）：南長岡ガス田。右上の街は「長岡市来迎寺」、右中は「小千谷市片貝町」。

片貝ガス田（かたかいガスでん）とは、新潟県小千谷市片貝地区一帯に広がるガス田のこと。長岡市越路地域一帯に広がる南長岡ガス田は片貝ガス田と一体の鉱床のため「南長岡・片貝ガス田」と呼ばれることがある。
天然ガスを採掘している貯留層の利用は、当初の地下2,000m付近から4000～5,000m付近の大深度へ拡大中。埋蔵量は国内最大級とされる。
丘陵上に設置された櫓の上から吹き上がるガスフレアは、関越自動車道上からも確認することができる。

## 特長
- 世界でも屈指の規模を誇る4,000mを超える井戸が支える大深度ガス田である。
- 貯留層は流紋岩層であり、根源岩は正断層を介して接する七谷層と考えられている。

## 歴史
- 1960年 石油資源開発が片貝ガス田を発見。
- 1961年 石油資源開発が地下1,000～2,000mのガス層で生産を開始。
- 1977年 石油資源開発が深部の掘削を開始し、地下4000～5000mで原油、天然ガスを確認。
- 1984年 石油資源開発が4,000～5,000mのガス層で生産を開始。

## 二酸化炭素の圧入実証試験
帝国石油は、2000年に南長岡ガス田（南長岡鉱山）の岩野原基地で地下約1,100mの帯水層まで井戸を掘り、地球環境産業技術研究機構と協力して2003年から2004年までの約1年半で約1万トンの二酸化炭素を圧入する実証試験を日本で初めて行った。

## 生産量
片貝ガス田
- 原油 約35,000kl（国内5位、2016年度）[3]
- 天然ガス 約4.2億m³（国内2位、2016年度）[3]

南長岡ガス田
- 原油 約180,000kl（国内1位、2016年度）[3]
- 天然ガス 約13.4億m³（国内1位、2016年度）[3]